# Chi Nhuyễn cốt thảo
Chi Nhuyễn cốt thảo (danh pháp khoa học: Lagarosiphon) là chi của khoảng 9 loài cây thủy sinh.

## Các loài
- Lagarosiphon cordofanus (Hochst.) Casp.
- Lagarosiphon hydrilloides Rendle
- Lagarosiphon ilicifolius Oberm.
- Lagarosiphon madagascariensis Casp.
- Lagarosiphon major (Ridl.) Moss
- Lagarosiphon muscoides Harv.
- Lagarosiphon rubellus Ridl.
- Lagarosiphon steudneri Casp.
- Lagarosiphon verticillifolius Oberm.